# 1998 WW31
1998 WW31とは、キュビワノ族に属する太陽系外縁天体の1つである。

## 概要
1998 WW31は1998年11月18日に発見された。1998 WW31は太陽から約45AU離れた位置を約300年かけて公転している小惑星である。離心率は約0.08と真円に近く、軌道傾斜角も約6.8度である。軌道要素の各値には、まだ不確かさが大きいものもある。
絶対等級は約6.6等級であり、アルベドは0.07と推定されている。それらから計算される直径は約133kmであり、平均密度を1.5g/cm3とすると、質量は1.7×1018kgとなる。

## 衛星
1998 WW31には、2000年12月23日にS/2000 (1998 WW31) 1という衛星が1つ発見されている。1998 WW31の発見時の画像には、1998 WW31は細長い天体としか写っていなかったが、2000年の画像でははっきりと2つの天体に分離できたことから発見された。これは冥王星以降で発見された最初の小惑星の衛星である。衛星の直径は約110kmであり、主星である1998 WW31の約83%もある巨大な衛星である。そのため、1998 WW31とS/2000 (1998 WW31) 1は、主星と伴星というよりは、二重小惑星の関係にある。